# Анніка Дальстрем
Анніка Дальстрем (нар. 1941) — шведська лікарка та заслужений професор (Емерит) з гістології та неврології на кафедрі медичної хімії та клітинної біології в університеті Гетеборга.
Дослідження Дальстрем зосереджені на тому, як нервові клітини зберігають і транспортують сигнали, але вона також опублікувала дослідження в багатьох інших областях гістології та неврології. Дальстром опублікувала понад 340 наукових праць. Докторську дисертацію захистила у 25 років, ставши наймолодшою шведською лікаркою, яка здобула докторський ступінь. Вона була професором гістології та неврології в університеті Гетеборга з 1983 року до виходу на пенсію 2008 року.
Дальстрем взяла участь у дебатах про взаємозв'язок між гендером і функцією мозку. У 2007 році вона опублікувала книгу Könet sitter i hjärnan («Гендер в мозку»), яку вона описала як зібрання за останніх 15 років міжнародних досліджень на мозок і про те, як мозок впливає на поведінку людини. Цю книгу, що переважно посилається на дослідження, виконані до 1990 року, розкритикували за неточності.
Її найпопулярніша наукова стаття «Докази існування моноамінмістких нейронів в центральній нервовій системі» було цитовано понад 5 500 разів у 2013 році.